# Wohnungsamt

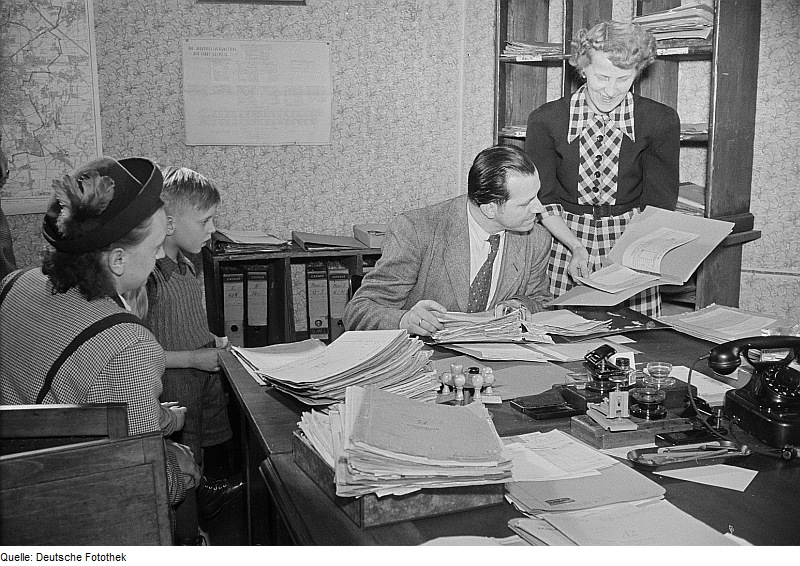
Mutter mit Kind auf dem Wohnungsamt in Leipzig (1952)

Das Wohnungsamt ist eine Abteilung der Kommunalverwaltung in den Gemeinden der deutschen Bundesländer.

## Zuständigkeit
Das Wohnungsamt ist zuständig für:
- Vermittlung von Wohnungen an Wohnungssuchende, insbesondere gemeindeeigene Wohnungen
- Ausstellung von Wohnberechtigungsscheinen
- Bearbeitung von Anträgen auf öffentliche Förderung von Sozialwohnungen nach den Wohnraumförderungsgesetzen der Länder
- (nur in einigen Bundesländern) Bearbeitung und Auszahlung von Wohngeld
- weitere von den Ländern zugewiesene Aufgaben im Zusammenhang mit der Verwaltung von Wohnraum

## Geschichte
Wohnungsämter sind eine junge Behörde. Während sie im Land Preußen bereits seit 1918 existierten, führten die anderen deutschen Länder Wohnungsämter erst nach dem Zweiten Weltkrieg mit dem Kontrollratsgesetz Nr. 18 ein. Die Hauptaufgabe der Wohnungsämter in der Nachkriegszeit war die Verteilung des zu dieser Zeit zwangsbewirtschafteten Wohnraums in den vier Besatzungszonen.
Nach der deutschen Teilung entwickelte sich die Bedeutung der Wohnungsämter in West und Ost getrennt voneinander. In der DDR gehörten Wohnungsämter zur zentralisierten Wohnungsverwaltung und waren für die Zuweisung von Wohnungen an DDR-Bürger zuständig.
In Westdeutschland waren Wohnungsämter nach der Abschaffung der Zwangsbewirtschaftung hauptsächlich für die Verteilung der durch den sozialen Wohnungsbau zahlreicher werdenden Sozialwohnungen zuständig. Nach dem Ende des sozialen Wohnungsbaus 1990 verlor das Wohnungsamt im wiedervereinigten Deutschland schnell an Bedeutung.